# Winterton (Lincolnshire)
Winterton è un villaggio e parrocchia civile dell'Inghilterra, appartenente alla contea del Lincolnshire.